# Olga Turchak
Pour les articles homonymes, voir Turchak.
Olga Turchak (née le 5 mars 1967 à Almaty) est une athlète kazakhe, spécialiste du saut en hauteur. 

## Biographie
Elle remporte la médaille d'argent des Goodwill Games de 1986, à Moscou, établissant à cette occasion la meilleure performance de sa carrière avec 2,01 m. Ce saut constitue l'actuel record du monde junior de la spécialité en compagnie de l'Allemande Heike Balck.
Concourant sous les couleurs de l'URSS, elle termine au pied du podium des Jeux olympiques de 1988, à Séoul, derrière Louise Ritter, Stefka Kostadinova et Tamara Bykova, avec un saut à 1,96 m.

### Palmarès
| Date | Compétition                   | Lieu      | Résultat | Performance |
| ---- | ----------------------------- | --------- | -------- | ----------- |
| 1985 | Championnats d'Europe juniors | Cottbus   | 2e       | 1,91 m      |
| 1986 | Championnats d'Europe         | Stuttgart | 3e       | 1,93 m      |
| 1986 | Goodwill Games                | Moscou    | 2e       | 2,01 m      |
| 1988 | Jeux olympiques               | Séoul     | 4e       | 1,96 m      |

### Records
| Épreuve         | Épreuve   | Performance | Lieu                  | Date                    |
| --------------- | --------- | ----------- | --------------------- | ----------------------- |
| Saut en hauteur | Plein air | 2,01 m      | Moscou                | 7 juillet 1986          |
| Saut en hauteur | Salle     | 1,91 m      | Indianapolis Budapest | 8 mars 1987 5 mars 1989 |